# Вольфенштейн, Рихард
Рихард Вольфенштейн (нем. Richard Wolffenstein; 21 августа 1864, Берлин — 5 мая 1926, Берлин) — немецкий химик.
Учился в Лейпциге, Гейдельберге, Мюнхене и Берлине. В 1888 году защитил докторскую диссертацию, работал в Ветеринарном институте в Берлине, где изучал различные алкалоиды. Вместе с Адольфом Пиннером определил структурную формулу никотина. Затем работал в Университете Бреслау под руководством А. Ладенбурга.
В 1893 г. вернулся в Берлин и поступил на работу в Берлинский технический университет, где в 1895 г. габилитировался и до 1921 года занимал должность профессора. Здесь разработал оригинальный метод получения перекиси водорода, впервые получил перекись ацетона (благодаря чему в дальнейшем много занимался взрывчатыми веществами). Ряд работ Вольфенштайна был связан с так называемым элиминированием по Коупу.